# 세뇨라 두 데스치누
《세뇨라 두 데스치누》(포르투갈어: Senhora do Destino)는 2004년 방영된 브라질의 텔레노벨라이다.